# Svenska basketligan
La Svenska basketligan, spesso chiamata Ligan, è una lega di pallacanestro svedese.

## Storia
Si tratta del massimo campionato svedese organizzato annualmente dalla Svenska Basketbollförbundet, ovvero la federazione cestistica della Svezia. Nonostante questa lega sia stata creata nel 1992, la prima edizione del campionato svedese risale alla stagione 1953-54.

## Formato
L'attuale struttura prevede che le prime otto classificate accedano ai playoff, i quali assegnano il titolo di campione nazionale.

## Albo d'oro
- 1953-1954  Söder Stoccolma
- 1954-1955  Söder Stoccolma
- 1955-1956  Söder Stoccolma
- 1956-1957  Söder Stoccolma
- 1957-1958  SK Riga
- 1958-1959  Söder Stoccolma
- 1959-1960  Söder Stoccolma
- 1960-1961  Söder Stoccolma
- 1961-1962  Söder Stoccolma
- 1962-1963  Alvik Stoccolma
- 1963-1964  Alvik Stoccolma
- 1964-1965  Alvik Stoccolma
- 1965-1966  Alvik Stoccolma
- 1966-1967  Alvik Stoccolma
- 1967-1968  Alvik Stoccolma
- 1968-1969  IFK Helsingborg
- 1969-1970  Alvik Stoccolma
- 1970-1971  Alvik Stoccolma
- 1971-1972  Alvik Stoccolma
- 1972-1973  Solna IF
- 1973-1974  Alvik Stoccolma
- 1974-1975  Alvik Stoccolma
- 1975-1976  Alvik Stoccolma
- 1976-1977  Alvik Stoccolma
- 1977-1978  Södertälje
- 1978-1979  Alvik Stoccolma
- 1979-1980  Hageby
- 1980-1981  Alvik Stoccolma
- 1981-1982  Alvik Stoccolma
- 1982-1983  Alvik Stoccolma
- 1983-1984  Solna IF
- 1984-1985  Solna IF
- 1985-1986  Alvik Stoccolma
- 1986-1987  Södertälje
- 1987-1988  Södertälje
- 1988-1989  Solna IF
- 1989-1990  Södertälje
- 1990-1991  Södertälje
- 1991-1992  Södertälje
- 1992-1993  Stockholm Capitals
- 1993-1994  Kärcher Hisings-Kärra
- 1994-1995  Alvik Stoccolma
- 1995-1996  New Wave Sharks
- 1996-1997  Plannja Basket
- 1997-1998  Norrk. Dolphins
- 1998-1999  Plannja Basket
- 1999-2000  Plannja Basket
- 2000-2001  08 Stockholm
- 2001-2002  Plannja Basket
- 2002-2003  Solna Vikings
- 2003-2004  Plannja Basket
- 2004-2005  Södertälje
- 2005-2006  Plannja Basket
- 2006-2007  Plannja Basket
- 2007-2008  Solna Vikings
- 2008-2009  Sundsvall Dragons
- 2009-2010  Norrk. Dolphins
- 2010-2011  Sundsvall Dragons
- 2011-2012  Norrk. Dolphins
- 2012-2013  Södertälje
- 2013-2014  Södertälje
- 2014-2015  Södertälje
- 2015-2016  Södertälje
- 2016-2017  Luleå
- 2017-2018  Norrk. Dolphins
- 2018-2019  Södertälje
- 2019-2020  Borås Basket
- 2020-2021  Norrk. Dolphins
- 2021-2022  Norrk. Dolphins
- 2022-2023  Norrk. Dolphins
- 2023-2024  Norrk. Dolphins

## Vittorie per club
| Club               | Titolo | Città       | Anno |
| ------------------ | ------ | ----------- | --- |
| Alvik Stoccolma    | 19     | Stoccolma   | 1963, 1964, 1965, 1966, 1967, 1968, 1970, 1971, 1972, 1974, 1975, 1976, 1977, 1979, 1981, 1982, 1983, 1986, 1995 |
| Södertälje         | 12     | Södertälje  | 1978, 1987, 1988, 1990, 1991, 1992, 2005, 2013, 2014, 2015, 2016, 2019                                           |
| Norrk. Dolphins    | 9      | Norrköping  | 1980, 1998, 2010, 2012, 2018, 2021, 2022, 2023, 2024                                                             |
| Söder Stoccolma    | 8      | Stoccolma   | 1954, 1955, 1956, 1957, 1959, 1960, 1961, 1962                                                                   |
| Luleå              | 8      | Luleå       | 1997, 1999, 2000, 2002, 2004, 2006, 2007, 2017                                                                   |
| Solna IF           | 4      | Solna       | 1973, 1984, 1985, 1989                                                                                           |
| Solna Vikings      | 2      | Solna       | 2003, 2008 |
| Sundsvall Dragons  | 2      | Sundsvall   | 2009, 2011 |
| Gothia             | 2      | Göteborg    | 1994, 1996 |
| Borås Basket       | 1      | Borås       | 2020 |
| 08 Stockholm       | 1      | Stoccolma   | 2001 |
| Stockholm Capitals | 1      | Stoccolma   | 1993 |
| IFK Helsingborg    | 1      | Helsingborg | 1969 |
| SK Riga            | 1      | Stoccolma   | 1958 |